# آمایش سرزمین
آمایش سرزمین (به انگلیسی: Land use planning, Spatial planning) ارزیابی نظام‌مند عوامل طبیعی، اجتماعی، اقتصادی، فرهنگی و… به منظور یافتن راهی برای تشویق و کمک به جامعه بهره‌برداران در انتخاب گزینه‌هایی مناسب برای افزایش و پایداری توان سرزمینی در جهت برآورد نیازهای جامعه است. معمولاً این کار برای ارتقای نتایج اجتماعی و زیست‌محیطی مطلوب‌تر و همچنین استفاده کارآمدتر از منابع انجام می‌شود. به‌طور خاص، اهداف برنامه‌ریزی کاربری مدرن اغلب شامل حفاظت از محیط زیست، مهار گسترش بی‌رویه شهری، کاستن از هزینه‌های حمل‌ونقل، جلوگیری از تعارض کاربری سرزمین و کاهش قرار گرفتن در معرض آلاینده‌ها است. برای رسیدن به این هدف‌ها، برنامه‌ریزان تصور می‌کنند که تنظیم کاربری سرزمین، الگوهای رفتار انسان را تغییر می‌دهد و این تغییرها سودمند هستند. فرض اول، اینکه تنظیم کاربری سرزمین، الگوهای رفتار انسان را تغییر می‌دهد، به‌طور گسترده پذیرفته شده‌است. با این حال، فرض دوم - که این تغییر‌ها سودمند هستند - مورد مناقشه است و به مکان و مقررات مورد بحث بستگی دارد.

## واژه
واژه آمایش از واژه‌های فارسی باستان است که دوباره در فارسی امروز به کار گرفته‌شده‌است. آمایش، اسم مصدر از فعل آمودن یا آماییدن است به معنی آماده‌کردن، آراستن، آمیختن و به رشته درآوردن. آمایش به معنی فراروند یا فرایند و پروسه است. این واژه معادل Processing در زبان انگلیسی و هم‌ارز Aménager در زبان فرانسه است. آمایش سرزمین نیز اقتباس شده از زبان فرانسه است.

## تعریف
آمایش سرزمین، ارزیابی نظام‌مند عوامل طبیعی، اجتماعی، اقتصادی، فرهنگی و… به منظور یافتن راهی برای تشویق و کمک به جامعه بهره‌برداران در انتخاب گزینه‌هایی مناسب برای افزایش و پایداری توان سرزمینی در جهت برآورد نیازهای جامعه است.
به بیانی دیگر، توزیع متوازن و هماهنگ جغرافیای کلیه فعالیت‌های اقتصادی-اجتماعی در پهنه سرزمین نسبت به قابلیت‌ها و منابع طبیعی و انسانی را آمایش سرزمین می‌گویند. از مهم‌ترین خصوصیات برنامه آمایش سرزمین جامع نگری، کیفیت و سازماندهی فضایی آن است. پایدارترین آرایشی که به سه مؤلفه مهم جمعیت-سرمایه-منابع طبیعی و محیطی یک منطقه یا سرزمین ختم می‌شود برنامهٔ آمایش سرزمین نامیده می‌شود.
سندی است که با توجه به اکوسیستم داخلی و بیرونی زمین و بر اساس میزان تأثیر و نقش آفرینی عوامل متعدد برای زندگی بهتر و تعامل بیشتر با طبیعت تنظیم می‌گردد.
عوامل نقش آفرین می‌توانند زمین شناختی، آب و هوایی و قابلیت‌های اقلیمی منطقه باشند که شناخت و منظور نمودن آنها در برنامه‌ها می‌تواند در میزان تعامل جمعیت‌های انسانی با محیط در جهت برآورده کردن نیازهای حیاتی چون آب، هوا، غذا و نیازهای امنیتی و تاب آوری انسان در مقابل حوادث طبیعی مؤثر باشد. در تعریفی عملیاتی از آمایش سرزمین می‌توان گفت: «آمایش سرزمین، برنامهٔ راهبردی سرزمینی است برای تعادل بخشی که با بازآرایی فعالیت، جمعیت و زیرساخت‌ها و بر شالوده توان و استعدادهای سرزمین صورت می‌گیرد.

## آمایش سرزمین در ایران
در سال ۱۳۵۳ دفتر آمایش سرزمین توسط سازمان برنامه و بودجه تأسیس شد و در سال ۱۳۵۴ قرارداد تهیه طرح آمایش سرزمین با مهندسین مشاور ستیران بسته شد که نتایج اولیه مطالعات در سال ۱۳۵۵ منتشر شد.
بعد از انقلاب در دوره‌های مختلفی، مطالعات و گزارش‌های آمایشی در سازمان برنامه و بودجه تهیه شد. تشکیل مرکز ملی آمایش سرزمین، تصویب ضوابط ملی آمایش سرزمین و شروع مطالعات برنامه آمایش در استان‌ها از اتفاقات قابل توجه در دهه هشتاد بود. با انحلال سازمان مدیریت و برنامه‌ریزی کشور در سال ۱۳۸۶ نیز فعالیت‌های آمایش بسیار کاهش یافت تا آنکه با احیای مجدد سازمان برنامه و بودجه در سال ۱۳۹۴، با تشکیل شورای عالی آمایش سرزمین و تصویب اسناد ملی و استانی آمایش سرزمین دوباره توجه به آمایش سرزمینی بیشتر شد. سند آمایش ملی سرزمین در اسفند ۱۳۹۹ به تصویب شورای عالی آمایش سرزمین رسید. این سند تا افق ۱۴۲۴ در نظر گرفته است.